# Jessica Lange
Jessica Phyllis Lange (ur. 20 kwietnia 1949 w Cloquet) – amerykańska aktorka, producentka filmowa, fotografka i filantropka. Laureatka licznych wyróżnień, w tym dwóch Nagród Akademii Filmowej (Oscarów), Tony, trzech Emmy, Nagrody Gildii Aktorów Ekranowych oraz pięciu Złotych Globów. Była także nominowana do Nagród Brytyjskiej Akademii Filmowej (BAFTA), Nagrody Laurence’a Olivera i Nagrody Gildii Amerykańskich Producentów Filmowych. Jest 22. w historii laureatką potrójnej korony aktorstwa (Oscara, Tony i Emmy).
Ma tytuł ambasadorki dobrej woli UNICEF.

## Życiorys

### Wczesne lata
Urodziła się w Cloquet w stanie Minnesota jako córka Dorothy Florence (z domu Sahlman; 1913–1998) i Alberta Johna Langego (1913–1989). Ze strony matki ma korzenie fińskie, ze strony ojca – niemiecko-holenderskie. Ukończyła Cloquet High School w Cloquet. W 1967 rozpoczęła studia ze sztuki i fotografii na University of Minnesota. W 1971 poślubiła fotografa Paco Grande, z którym żyła w środowisku bohemy. Małżeństwo podróżowało po Stanach Zjednoczonych i Meksyku, po czym przeprowadziło się do Paryża. Tam Lange uczyła się pantomimy i pracowała jako tancerka w Opéra-Comique. Po powrocie do Stanów w 1973 roku pracowała w Nowym Jorku jako kelnerka i modelka.

### Kariera
Została odkryta przez producenta Dino De Laurentiisa, który w 1976 roku powierzył jej rolę w filmie King Kong.

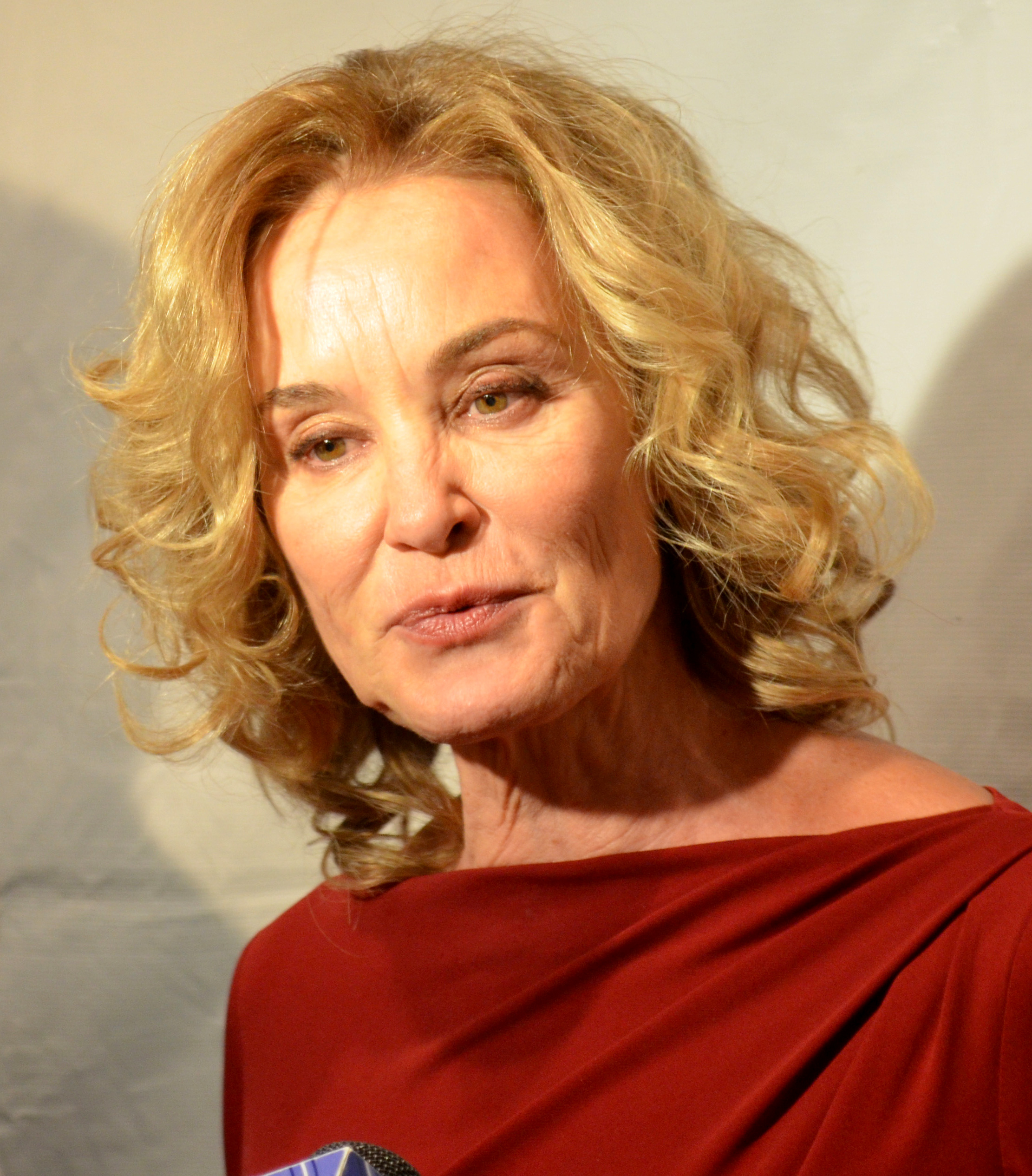
Jessica Lange (2012)

Choć debiut filmowy Lange został zmiażdżony przez krytykę, film okazał się hitem kasowym i przyniósł jej Złotego Globa dla najlepszej ekranowej debiutantki. Kolejną rolę zagrała dopiero w 1979 roku w Całym tym zgiełku Boba Fosse’a. W latach 80. zagrała w serii kinowych przebojów. W 1983 roku jako pierwsza osoba od czterdziestu lat zdobyła dwie nominacje do Nagrody Akademii Filmowej w tym samym roku. Podczas 55. ceremonii wręczenia Oscarów odebrała nagrodę dla najlepszej aktorki drugoplanowej za komedię Tootsie, ponadto była nominowana w kategorii najlepszej aktorki pierwszoplanowej za rolę Frances Farmer w dramacie Frances.
Kolejne nominacje do Oscara zgarnęła za filmy Pułapka (1984), Słodkie marzenia (1985) i Pozytywka (1989).
W latach 90. zagrała między innymi w Mężczyźni nie odchodzą (1990), Przylądku strachu (1991), Błękicie nieba (1994) i Tytusie Andronikusie (1999). Za rolę w Błękicie nieba zdobyła Oscara dla najlepszej aktorki pierwszoplanowej. Późniejsze znaczące pozycje filmowe w karierze Lange to Duża ryba (2003), Broken Flowers (2005) oraz filmy telewizyjne Normalny (2003) i Szare ogrody (2009), które przyniosły jej pierwszą w karierze nagrodę Emmy, przyznaną w kategorii najlepszej aktorki w filmie telewizyjnym lub miniserialu.
Lange jest także aktorką teatralną. W latach 90. wcielała się na Broadwayu i West Endzie w rolę Blanche DuBois w Tramwaju zwanym pożądaniem (tę samą rolę zagrała w telewizyjnej adaptacji sztuki). Później występowała także w Zmierzchu długiego dnia i Szklanej menażerii. W 2016 zdobyła Nagrodę Tony za rolę pierwszoplanową w Zmierzchu długiego dnia. Tym samym stała się 22. w historii laureatem potrójnej korony aktorstwa, gromadząc na swoim koncie najważniejsze nagrody: filmową (Oscara), teatralną (Tony) i telewizyjną (Emmy).
W ostatnich latach kariera Lange skupia się głównie na działalności telewizyjnej. W 2011 aktorka po raz pierwszy wystąpiła w serialu, dołączając do głównej obsady American Horror Story stacji FX. Serial okazał się telewizyjnym przebojem, przywrócił Lange dużą popularność i przyniósł dwie kolejne nagrody Emmy oraz Złoty Glob. Do 2014 aktorka zagrała w nim cztery różne postacie w czterech pierwszych seriach, po czym zrezygnowała z dalszego udziału w serialu. W 2017 wcieliła się w Joan Crawford w serialu Konflikt, który również wyprodukowała. W 2018 powróciła do American Horror Story, by wystąpić gościnnie w jednym odcinku ósmej serii.
Jessica Lange jest także fotografką. Wydała cztery książki ze swoimi fotografiami, a jej prace pokazywano podczas wystaw w galeriach sztuki. W 2016 osobiście otworzyła swoją wystawę w Galerii Miejskiej BWA w Bydgoszczy. Jej wizyta w Polsce związana była z festiwalem filmowym Camerimage, gdzie odebrała honorową Nagrodę im. Krzysztofa Kieślowskiego.

## Dorobek artystyczny
|  | Oczekuje na premierę |

### Filmy
| Rok  | Tytuł                               | Rola                | Dodatkowe informacje                               |
| ---- | ----------------------------------- | ------------------- | -------------------------------------------------- |
| 1976 | King Kong                           | Dwan                |                                                    |
| 1979 | Cały ten zgiełk                     | Angelique           |                                                    |
| 1980 | Jak zmniejszyć wysokie koszty życia | Louise Travis       |                                                    |
| 1981 | Listonosz zawsze dzwoni dwa razy    | Cora Papadakis      |                                                    |
| 1982 | Tootsie                             | Julie Nichols       |                                                    |
| 1982 | Frances                             | Frances Farmer      |                                                    |
| 1984 | Cat on a Hot Tin Roof               | Maggie              | film telewizyjny                                   |
| 1984 | Pułapka                             | Jewell Ivy          | dodatkowo producentka                              |
| 1985 | Słodkie marzenia                    | Patsy Cline         |                                                    |
| 1986 | Zbrodnie serca                      | Margaret Magrath    |                                                    |
| 1988 | Far North                           | Kate                |                                                    |
| 1988 | Bożyszcze tłumów                    | Babs Rogers Grey    |                                                    |
| 1989 | Pozytywka                           | Ann Talbot          |                                                    |
| 1990 | Mężczyźni nie odchodzą              | Beth Macauley       |                                                    |
| 1991 | Przylądek strachu                   | Leigh Bowden        |                                                    |
| 1992 | O Pioneers!                         | Alexandra Bergson   | film telewizyjny                                   |
| 1992 | Mroki miasta                        | Helen Nasseros      |                                                    |
| 1994 | Błękit nieba                        | Carly Marshall      |                                                    |
| 1995 | Dwie matki                          | Margaret Lewin      |                                                    |
| 1995 | Rob Roy                             | Mary MacGregor      |                                                    |
| 1995 | Tramwaj zwany pożądaniem            | Blanche DuBois      | film telewizyjny                                   |
| 1997 | Tysiąc akrów krzywd                 | Ginny Cook Smith    |                                                    |
| 1998 | Zaborcza miłość                     | Martha Baring       |                                                    |
| 1998 | Kuzynka Bette                       | Bette Fisher        |                                                    |
| 1999 | Tytus Andronikus                    | Tamora              |                                                    |
| 2001 | Pokolenie P                         | pani Wurtzel        |                                                    |
| 2003 | Normalny                            | Irma Applewood      | film telewizyjny                                   |
| 2003 | Jeźdźcy Apokalipsy                  | Nina Veronica       |                                                    |
| 2003 | Duża ryba                           | Sandra K. Bloom     |                                                    |
| 2005 | Broken Flowers                      | Carmen Markowski    |                                                    |
| 2005 | Nie wracaj w te strony              | Doreen              |                                                    |
| 2005 | Nigdylandia                         | Katherine Pierson   |                                                    |
| 2006 | Bonneville                          | Arvilla Holden      |                                                    |
| 2007 | Sybil                               | Cornelia Wilbur     | film telewizyjny                                   |
| 2009 | Szare ogrody                        | Edith Bouvier Beale | film telewizyjny                                   |
| 2012 | I że cię nie opuszczę               | Rita Thornton       |                                                    |
| 2013 | Teresa Raquin                       | Madame Raquin       |                                                    |
| 2014 | Gracz                               | Roberta             |                                                    |
| 2016 | Wild Oats                           | Maddie              |                                                    |
| 2022 | Detektyw Marlowe                    | Dorothy Cavendish   |                                                    |
| 2024 | The Great Lillian Hall              | Lillian Hall        | film telewizyjny; dodatkowo producentka wykonawcza |
|      | Long Day’s Journey Into Night       | Mary Tyrone         |                                                    |

### Seriale
| Rok       | Tytuł                                            | Rola               | Odcinki           | Dodatkowe informacje                 |
| --------- | ------------------------------------------------ | ------------------ | ----------------- | ------------------------------------ |
| 1998      | Michaił Barysznikow – bajki z mojego dzieciństwa | Księżniczka Łabędź | „Książę i łabędź” | dubbing                              |
| 2011      | American Horror Story: Murder House              | Constance Langdon  | 11 odcinków       | pierwszy sezon American Horror Story |
| 2012–2013 | American Horror Story: Asylum                    | Jude Martin        | 13 odcinków       | drugi sezon American Horror Story    |
| 2013–2014 | American Horror Story: Sabat                     | Fiona Goode        | 13 odcinków       | trzeci sezon American Horror Story   |
| 2014–2015 | American Horror Story: Freak Show                | Elsa Mars          | 13 odcinków       | czwarty sezon American Horror Story  |
| 2016      | Horace and Pete                                  | Marsha             | 3 odcinki         |                                      |
| 2017      | Konflikt: Bette i Joan                           | Joan Crawford      | 8 odcinków        | dodatkowo producentka                |
| 2018      | American Horror Story: Apokalipsa                | Constance Langdon  | 2 odcinki         | ósmy sezon American Horror Story     |
| 2019      | Wybory Paytona Hobarta                           | Dusty Jackson      | 6 odcinków        |                                      |
| 2024      | Konflikt: Capote kontra socjeta                  | Lillie Mae Faulk   | 3 odcinki         | dodatkowo producentka                |

### Teatr
| Rok  | Tytuł                    | Rola              | Teatr                                |
| ---- | ------------------------ | ----------------- | ------------------------------------ |
| 1964 | Love Rides the Rails     | Carlotta Cortez   | nieznany                             |
| 1980 | Angel on My Shoulder     |                   | namiot w Karolinie Północnej         |
| 1992 | Tramwaj zwany pożądaniem | Blanche DuBois    | Ethel Barrymore Theatre, Nowy Jork   |
| 1996 | Tramwaj zwany pożądaniem | Blanche DuBois    | Theatre Royal Haymarket, Londyn      |
| 2000 | Zmierzch długiego dnia   | Mary Cavan Tyrone | Lyric Theatre, Londyn                |
| 2005 | Szklana menażeria        | Amanda Wingfield  | Ethel Barrymore Theatre, Nowy Jork   |
| 2007 | Szklana menażeria        | Amanda Wingfield  | Apollo Theatre, Londyn               |
| 2016 | Zmierzch długiego dnia   | Mary Cavan Tyrone | American Airlines Theatre, Nowy Jork |
| 2024 | Mother Play              | Phyllis           | Hayes Theater, Nowy Jork             |

## Nagrody i nominacje
| Plebiscyt                                          | Rok  | Kategoria                                                                     | Nominowana twórczość                | Rezultat  | Źr.    |
| -------------------------------------------------- | ---- | ----------------------------------------------------------------------------- | ----------------------------------- | --------- | ------ |
| Nagrody Akademii Filmowej (Oscary)                 | 1983 | Najlepsza aktorka drugoplanowa                                                | Tootsie                             | Wygrana   | [ 14 ] |
| Nagrody Akademii Filmowej (Oscary)                 | 1983 | Najlepsza aktorka                                                             | Frances                             | Nominacja | [ 14 ] |
| Nagrody Akademii Filmowej (Oscary)                 | 1985 | Najlepsza aktorka                                                             | Pułapka                             | Nominacja | [ 14 ] |
| Nagrody Akademii Filmowej (Oscary)                 | 1986 | Najlepsza aktorka                                                             | Słodkie marzenia                    | Nominacja | [ 14 ] |
| Nagrody Akademii Filmowej (Oscary)                 | 1990 | Najlepsza aktorka                                                             | Pozytywkę                           | Nominacja | [ 14 ] |
| Nagrody Akademii Filmowej (Oscary)                 | 1995 | Najlepsza aktorka                                                             | Błękit nieba                        | Wygrana   | [ 14 ] |
| Nagrody Brytyjskiej Akademii Filmowej (BAFTA)      | 1984 | Najlepsza aktorka pierwszoplanowa                                             | Tootsie                             | Nominacja | [ 15 ] |
| Nagrody Gildii Aktorów Ekranowych                  | 1995 | Najlepsza aktorka pierwszoplanowa                                             | Błękit nieba                        | Nominacja | [ 16 ] |
| Nagrody Gildii Aktorów Ekranowych                  | 2010 | Najlepsza aktorka w miniserialu lub filmie telewizyjnym                       | Szare ogrody                        | Nominacja | [ 16 ] |
| Nagrody Gildii Aktorów Ekranowych                  | 2012 | Najlepsza aktorka w serialu dramatycznym                                      | American Horror Story: Murder House | Wygrana   | [ 16 ] |
| Nagrody Gildii Aktorów Ekranowych                  | 2013 | Najlepsza aktorka w serialu dramatycznym                                      | American Horror Story: Asylum       | Nominacja | [ 16 ] |
| Nagrody Gildii Aktorów Ekranowych                  | 2014 | Najlepsza aktorka w serialu dramatycznym                                      | American Horror Story: Sabat        | Nominacja | [ 16 ] |
| Nagrody Gildii Aktorów Ekranowych                  | 2018 | Najlepsza aktorka w miniserialu lub filmie telewizyjnym                       | Konflikt: Bette i Joan              | Nominacja | [ 16 ] |
| Nagrody Gildii Amerykańskich Producentów Filmowych | 2018 | Najlepszy producent pełnometrażowego programu telewizyjnego                   | Konflikt: Bette i Joan              | Nominacja | [ 17 ] |
| Nagrody Laurence’a Oliviera                        | 2001 | Najlepsza aktorka                                                             | Zmierzch długiego dnia              | Nominacja | [ 18 ] |
| Primetime Emmy                                     | 1996 | Najlepsza aktorka pierwszoplanowa w miniserialu lub programie specjalnym      | Tramwaj zwany pożądaniem            | Nominacja | [ 19 ] |
| Primetime Emmy                                     | 2003 | Najlepsza aktorka pierwszoplanowa w miniserialu lub filmie telewizyjnym       | Normalny                            | Nominacja | [ 19 ] |
| Primetime Emmy                                     | 2009 | Najlepsza aktorka pierwszoplanowa w miniserialu lub filmie telewizyjnym       | Szare ogrody                        | Wygrana   | [ 19 ] |
| Primetime Emmy                                     | 2012 | Najlepsza aktorka drugoplanowa w miniserialu lub filmie telewizyjnym          | American Horror Story: Murder House | Wygrana   | [ 19 ] |
| Primetime Emmy                                     | 2013 | Najlepsza aktorka pierwszoplanowa w miniserialu lub filmie telewizyjnym       | American Horror Story: Asylum       | Nominacja | [ 19 ] |
| Primetime Emmy                                     | 2014 | Najlepsza aktorka pierwszoplanowa w miniserialu lub filmie telewizyjnym       | American Horror Story: Sabat        | Wygrana   | [ 19 ] |
| Primetime Emmy                                     | 2015 | Najlepsza aktorka pierwszoplanowa w miniserialu lub filmie telewizyjnym       | American Horror Story: Freak Show   | Nominacja | [ 19 ] |
| Primetime Emmy                                     | 2017 | Najlepsza aktorka pierwszoplanowa w miniserialu lub filmie telewizyjnym       | Konflikt: Bette i Joan              | Nominacja | [ 19 ] |
| Primetime Emmy                                     | 2017 | Najlepszy miniserial (jako producentka)                                       | Konflikt: Bette i Joan              | Nominacja | [ 19 ] |
| Primetime Emmy                                     | 2019 | Najlepsza aktorka gościnna w serialu dramatycznym                             | American Horror Story: Apokalipsa   | Nominacja | [ 19 ] |
| Tony                                               | 2016 | Najlepsza aktorka w sztuce dramatycznej                                       | Zmierzch długiego dnia              | Wygrana   | [ 20 ] |
| Tony                                               | 2024 | Najlepsza aktorka w sztuce dramatycznej                                       | Mother Play                         | Nominacja | [ 20 ] |
| Złote Globy                                        | 1977 | Najbardziej obiecująca nowa aktorka                                           | King Kong                           | Wygrana   | [ 21 ] |
| Złote Globy                                        | 1983 | Najlepsza aktorka drugoplanowa w filmie                                       | Tootsie                             | Wygrana   | [ 21 ] |
| Złote Globy                                        | 1983 | Najlepsza aktorka w filmie dramatycznym                                       | Frances                             | Nominacja | [ 21 ] |
| Złote Globy                                        | 1985 | Najlepsza aktorka w filmie dramatycznym                                       | Pułapka                             | Nominacja | [ 21 ] |
| Złote Globy                                        | 1990 | Najlepsza aktorka w filmie dramatycznym                                       | Pozytywkę                           | Nominacja | [ 21 ] |
| Złote Globy                                        | 1993 | Najlepsza aktorka w miniserialu lub filmie telewizyjnym                       | O Pioneers!                         | Nominacja | [ 21 ] |
| Złote Globy                                        | 1995 | Najlepsza aktorka w filmie dramatycznym                                       | Błękit nieba                        | Wygrana   | [ 21 ] |
| Złote Globy                                        | 1996 | Najlepsza aktorka w miniserialu lub filmie telewizyjnym                       | Tramwaj zwany pożądaniem            | Wygrana   | [ 21 ] |
| Złote Globy                                        | 1998 | Najlepsza aktorka w filmie dramatycznym                                       | Tysiąc akrów krzywd                 | Nominacja | [ 21 ] |
| Złote Globy                                        | 2004 | Najlepsza aktorka w miniserialu lub filmie telewizyjnym                       | Normalny                            | Nominacja | [ 21 ] |
| Złote Globy                                        | 2010 | Najlepsza aktorka w miniserialu lub filmie telewizyjnym                       | Szare ogrody                        | Nominacja | [ 21 ] |
| Złote Globy                                        | 2012 | Najlepsza aktorka drugoplanowa w serialu, miniserialu lub filmie telewizyjnym | American Horror Story: Murder House | Wygrana   | [ 21 ] |
| Złote Globy                                        | 2013 | Najlepsza aktorka w miniserialu lub filmie telewizyjnym                       | American Horror Story: Asylum       | Nominacja | [ 21 ] |
| Złote Globy                                        | 2014 | Najlepsza aktorka w miniserialu lub filmie telewizyjnym                       | American Horror Story: Sabat        | Nominacja | [ 21 ] |
| Złote Globy                                        | 2015 | Najlepsza aktorka w miniserialu lub filmie telewizyjnym                       | American Horror Story: Freak Show   | Nominacja | [ 21 ] |
| Złote Globy                                        | 2018 | Najlepsza aktorka w miniserialu lub filmie telewizyjnym                       | Konflikt: Bette i Joan              | Nominacja | [ 21 ] |
| Złote Globy                                        | 2018 | Najlepszy miniserial lub film telewizyjny (jako producentka)                  | Konflikt: Bette i Joan              | Nominacja | [ 21 ] |